# Gyula Glykais
Gyula Glykais (* 9. April 1893 in Pomáz; † 12. Juni 1948 in Szekszárd) war ein ungarischer Säbelfechter.

## Leben
Gyula Glykais begann 1912 an der Budapester Universität mit dem Fechten und gehörte ab 1923 zur Nationalmannschaft. Er gewann seine erste internationale Medaille bei den Weltmeisterschaften 1927 in Vichy, als er in der Säbel-Konkurrenz hinter seinen Landsmännern Sándor Gombos und Ödön Tersztyánszky Dritter wurde. Bei der darauffolgenden, 1929 stattfindenden Weltmeisterschaft in Neapel wurde er Weltmeister. Sowohl 1930 in Lüttich als auch 1931 in Wien ließ er zwei weitere Titelgewinne im Mannschaftswettbewerb folgen. Zweimal nahm Glykais an Olympischen Spielen teil: 1928 erreichte er in Amsterdam mit der Mannschaft ungeschlagen die Finalrunde, in der sie erneut ohne Niederlage blieb und den ersten Platz belegte. Gemeinsam mit János Garay, Sándor Gombos, Attila Petschauer, József Rády und Ödön Tersztyánszky wurde Glykais damit Olympiasieger. Bei den Olympischen Spielen 1932 in Los Angeles blieb er mit der ungarischen Equipe erneut im gesamten Turnierverlauf ungeschlagen und erhielt zusammen mit Aladár Gerevich, Endre Kabos, Ernő Nagy, Attila Petschauer und György Piller eine weitere Goldmedaille. Auf nationaler Ebene wurde Glykais 1927 ungarischer Mannschaftsmeister.
Nach seiner Fechtkarriere arbeitete Glykais als Leitender Bezirks-Rechnungsprüfer und wurde später Direktor des Rechnungsprüfungsamtes in Szekszárd.